# Estat de Madura
L'estat de Madura (Negara Madura) fou un estat federat d'Indonèsia, que va existir entre 1948 i 1950.
L'illa de Madura havia quedar dins de les possessions de la República d'Indonèsia, segons el tractat de pau de Linggajati de 1947 però el 23 de gener de 1948 es va constituir en estat que fou formalment acceptat el 20 de febrer de 1948, sent nomenat cap d'estat (wali negara) el sobirà de Madura Bangkalan, Raden R.A.A. Moh. Zis Cakraningrat (Tjakraningrat). L'1 de febrer de 1950 el govern d'Indonèsia va optar pel sistema unitari i va enviar un administrador federal i el 9 de març de 1950 l'estat fou suprimit.
L'estat va utilitzar una bandera provisional, comuna per tots els formats a Java i Borneo, la qual era horitzontal partida verd sobre blanc.